# Liste des épisodes de Nicky Larson
Cet article présente la liste des épisodes de la série télévisée d’animation japonaise Nicky Larson (City Hunter).

## Génériques

### Début
| Numéro | Titres                       | Artiste            | Épisodes | 1re date de diffusion |
| ------ | ---------------------------- | ------------------ | -------- | --------------------- |
| 1      | City Hunter ~Ai Yo Kienaide~ | Kahoru Kohiruimaki | 1-26     | 6 avril 1987          |
| 2      | Go Go Heaven                 | Yoshiyuki Ohsawa   | 27-51    | 5 octobre 1987        |
| 3      | Angel Night                  | PSY•S              | 52-77    | 8 avril 1988          |
| 4      | Sara                         | Fence of Defense   | 78-114   | 14 octobre 1988       |
| 5      | Running to Horizon           | Tetsuya Komuro     | 115-127  | 15 octobre 1989       |
| 6      | Down Town Game               | Gwinko             | 128-140  | 28 avril 1991         |

### Fin
| Numéro | Titres          | Artiste          | Épisodes | 1re date de diffusion |
| ------ | --------------- | ---------------- | -------- | --------------------- |
| 1      | Get Wild        | TM Network       | 1-51     | 6 avril 1987          |
| 2      | Super Girl      | Yasuyuki Okamura | 52-88    | 8 avril 1988          |
| 3      | Still Love Her  | TM Network       | 89-114   | 28 décembre 1988      |
| 4      | Atsuku Naretara | Suzuki Kiyomi    | 115-127  | 15 octobre 1989       |
| 5      | Smile & Smile   | Aura             | 128-140  | 28 avril 1991         |

## Légende des tableaux
| Code couleur | Nature des épisodes comptabilisés | Nombre |
|              | Épisodes fillers (hors manga)     | 79     |
|              | Épisodes fillers (hors manga)     | 79     |
|              | Épisodes fillers (hors manga)     | 79     |
|              | Épisodes fillers (hors manga)     | 79     |
|              | Épisodes fillers (hors manga)     | 79     |

## Saison 1 (City Hunter)
| No | Titre français                        | Titre japonais                                 | Titre japonais | Date de 1re diffusion |
| No | Titre français                        | Kanji                                          | Rōmaji | Date de 1re diffusion |
| --- | ------------------------------------- | ---------------------------------------------- | --- | --------------------- |
| 1 | Un cocktail dangereux                 | 粋なスイーパー ＸＹＺは危険なカクテル          | Ikina suīpā Ekkusu wai zeddo wa kiken na kakuteru (Un balayeur raffiné. XYZ est un dangereux cocktail)                                              | 6 avril 1987          |
| [chapitre 2] Un tueur psychopathe terrorise la ville : il abat d’un coup de feu des jeunes femmes qu’il aborde dans la rue au volant de sa BMW blanche. La sœur de sa dernière victime prend contact avec Nicky Larson pour tenter de le mettre hors d'état de nuire. |                                       |                                                | |                       |
| 2 | Tuez-moi, s’il vous plaît !           | 私を殺して！！ 美女に照準は似合わない          | Watashi wo koroshite!! Bijo ni shōjun wa niawanai (Tuez-moi !! Viser une belle femme ne va pas)                                                     | 13 avril 1987         |
| Une jeune généticienne a recueilli l'invention de son père qui a inventé une substance rendant stérile. Elle charge Nicky de la protéger le temps de trouver un vaccin et lui demande de l'abattre si elle venait à être capturée pour éviter que son secret ne tombe entre de mauvaises mains. Évidemment, des malfrats commandés par un truand cherchent à enlever la jeune femme.                                   |                                       |                                                | |                       |
| 3 | Le Dernier Combat                     | 愛よ消えないで！ 明日へのテンカウント          | Ai yo kienaide! Ashita e no ten kaunto (Ne disparait pas, mon amour ! Le compte à rebours des 10 secondes jusqu’à demain)                           | 20 avril 1987         |
| [chapitre 1] John Turner, boxeur dans la catégorie mi-lourd, est tué par balle dans un parc peu avant le match pour le titre. Sa petite amie, médecin généraliste, engage Nicky Larson pour le venger et assassiner le responsable de sa mort. Le tueur pourrait être Tarentini, un autre boxeur contre lequel John Turner devait se battre prochainement sur le ring.                                                 |                                       |                                                | |                       |
| 4 | Bienvenue en enfer                    | 美女蒸発！！ ブティックは闇への誘い            | Bijo jōhatsu!! Buteikku wa yami e no sasoi (La disparition d’une jolie fille !! La boutique qui vous mène vers les ténèbres)                        | 27 avril 1987         |
| [chapitre 3] Vingt jeunes femmes ont disparu en peu de temps dans la capitale. Tony, le coéquipier de Nicky, lui demande d’enquêter sur cette étrange affaire, d’autant plus que sa sœur, Laura, se trouve au nombre des disparues. Cet épisode s'inspire de la Rumeur d'Orléans, où des femmes étaient suspectées (à tort) d'être enlevées dans des cabines d'essayage à Orléans, notamment, aux fin de trafic sexuel |                                       |                                                | |                       |
| 5 | Un triste anniversaire                | グッバイ槇村 雨の夜に涙のバースデー            | Gubbai Makimura! Ame no yoru ni namida no bāsudē (Adieu Makimura ! La nuit d'anniversaire pleine de larmes)                                         | 4 mai 1987            |
| [chapitre 4] C'est le vingtième anniversaire de Laura. Tony est décidé à lui apprendre toute la vérité sur ses origines, comme il avait promis à son père. Mais avant, il a rendez-vous avec un client potentiel dans un cabaret malfamé. |                                       |                                                | |                       |
| 6 | La Délivrance                         | 恋しない女優 希望へのラストショット            | Koi shinai joyū Kibou e no rasuto shotto (La star sans cœur tourne son dernier espoir)                                                              | 11 mai 1987           |
| [chapitres 11-14] Un producteur de films souhaite engager Nicky pour protéger Anita, belle et célèbre actrice. En effet, plusieurs accidents étranges ont eu lieu pendant le tournage, trop souvent pour que ceux-ci soient de simples coïncidences. |                                       |                                                | |                       |
| 7 | La Petite Fille sur la balançoire     | 心ふるえる銃声 悲しきロンリーガール            | Kokoro furueru jūsei Kanashiki ronrī gāru (Un coup de feu tremblant vers le cœur. La petite fille seule et triste)                                  | 18 mai 1987           |
| [chapitre 10] Un homme est forcé de se faire passer pour mort. Il se retrouve ainsi séparé de sa petite fille. Il fait donc appel à Nicky pour l'aider à refaire surface et pouvoir vivre à nouveau avec sa fille qui l'attend tous les soirs sur la balançoire d'un parc. |                                       |                                                | |                       |
| 8 | Coup double                           | 美人に百発百中？！ 女刑事には手を出すな        | Bijin ni hyappatsu hyakuchū?! Onna keiji ni wa te wo dasuna (Une belle femme qui met toujours dans le mille ?! Ne fais pas la cour à l’inspectrice) | 25 mai 1987           |
| [chapitres 18-19] Hélène Lamberti, lieutenant de la police de Tokyo, vient voir Nicky pour une mission un peu spéciale. Elle doit récupérer un microfilm caché dans une couronne. Celui-ci contient les photos du système de défense antimissile de l'OTAN. |                                       |                                                | |                       |
| 9 | Des jeux dangereux                    | ギャンブルクイーン 華麗なる恋の賭け            | Gyanburu kuīn Karei naru koi no kake (La reine du jeu. Parier sur un amour magnifique)                                                              | 1er juin 1987         |
| [chapitres 22-23] Tania Harper a un vrai don pour les cartes. Elle représente la famille Carmani et doit bientôt affronter le champion des Taglia durant un tournoi qui décidera de son avenir. Craignant que les Taglia la fassent disparaître, elle engage Nicky. |                                       |                                                | |                       |
| 10 | Un professeur spécial                 | 危険な家庭教師？ 女子高生に愛の手料理          | Kiken na katei kyōshi? Joshi kōsei ni ai no teryōri (Un dangereux précepteur ? De l’amour fait maison pour une lycéenne)                            | 8 juin 1987           |
| [chapitres 8-9] Nicky est forcé d'accepter le travail que lui confie Garmoni, le chef d'une famille de la mafia. Il doit protéger Gina, sa fille plutôt rebelle, qui s'est disputée avec le chef d'une bande de motards. Humilié, ce dernier souhaite se venger. |                                       |                                                | |                       |
| 11 | La Tulipe noire                       | レオタード美女はチューリップがお好き           | Reotādo bijo wa tyūrippu ga osuki (La jolie fille au justaucorps préfère les tulipes)                                                               | 15 juin 1987          |
| [chapitres 27-29] Une jeune lycéenne de 17 ans fait appel à Nicky. À sa grande surprise, la petite élève modèle est une très jolie voleuse. Elle veut dérober au comte Dragor une tulipe noire, une fleur extrêmement rare, qui n'existe pas dans la nature. |                                       |                                                | |                       |
| 12 | Encore un enfant                      | 子供は得だね！ 危険な国のモッコリ美人          | Kodomo wa toku dane! Kiken na kuni no mokkori bijin (Les enfants en profitent bien! Une jolie femme d'un dangereux pays)                            | 22 juin 1987          |
| [chapitre 26] Anita demande l'aide de Nicky pour protéger le petit Marco. Son père, journaliste en République d'Egari, est soupçonné de fournir des informations aux rebelles. La police secrète veut donc enlever Marco pour faire parler le reporter. |                                       |                                                | |                       |
| 13 | Le Coup de foudre                     | オレの敵は美女？ 史上最大の美女地獄！！        | Ore no teki wa bijo? Shijō saidai no bijo jigoku!! (Mon ennemie une femme ? Le coup de foudre !!)                                                   | 29 juin 1987          |
| [chapitres 40-44] Hélène enquête sur les disparitions suspectes de huit jolies jeunes femmes. Elle décide de servir d'appât pour démasquer les coupables de ces enlèvements. C'est pourquoi, elle demande à Nicky de veiller sur elle. |                                       |                                                | |                       |
| 14 | Une mariée à 16 ans                   | １６歳結婚宣言！ アイドルに熱いキッス          | 16sai kekkon sengen! Aidoru ni atsui kissu (Une mariée à 16 ans ! Le baiser passionné d'une idole)                                                  | 6 juillet 1987        |
| [chapitres 24-25] À seulement 15 ans, la chanteuse Nagisa compte déjà des milliers de fans. Elle reçoit cependant une lettre de menace anonyme lui demandant de mettre fin à sa carrière. Nicky est donc chargé de protéger la jeune chanteuse. |                                       |                                                | |                       |
| 15 | Le Chevalier blanc                    | 獠が女子大講師？ 麗しのお嬢サマを守れ          | Ryō ga joshidai kōshi? Uruwashi no ojō-sama wo mamore (Ryoo un professeur dans une école pour filles? Protéger une jolie demoiselle)                | 13 juillet 1987       |
| [chapitres 15-17] Nicky Larson est engagé par le tuteur de Mercedes Porta, la fille d'un riche homme d'affaires récemment décédé. S'il a choisi Nicky, c'est à cause de sa ressemblance avec un homme ayant sauvé Mercedes plusieurs années auparavant. |                                       |                                                | |                       |
| 16 | L’Hôtesse de l’air                    | おきゃんスチュワーデス 獠の教官物語            | Okyan suchuwādesu Ryō no kyōkan monogatari | 20 juillet 1987       |
| Emmanuelle est hôtesse de l'air. Au terme de son dernier vol, elle découvre que des marchandises suspectes ont été placées dans son sac durant le voyage. Paniquée, elle appelle Laura qui est aussi son ancienne amie. |                                       |                                                | |                       |
| 17 | Le Premier Baiser                     | 夏の美人デザイナー 獠の心はハイレッグ          | Natsu no bijin dezainā Ryō no kokoro wa haireggu | 27 juillet 1987       |
| Agnès Rocca, mannequin réputée et créatrice de mode, est sur le point de présenter sa nouvelle collection de maillots de bain quand ceux-ci disparaissent. Pensant connaître le coupable, elle fait appel à Nicky pour les retrouver. |                                       |                                                | |                       |
| 18 | Prémonitions                          | 夏の夜のお告げ？！ 祈祷師に恋の手ほどき        | Natsu no yo no otsuge?! Kitōshi ni koi no tehodoki                                                                                                  | 3 août 1987           |
| Une jeune princesse capable de prédire l'avenir, sent que sa vie est en danger. Elle demande à sa servante de trouver " l'Envoyé du Ciel " qui saura la protéger efficacement. Par hasard, Nicky rempli toutes ces conditions. |                                       |                                                | |                       |
| 19 | Un beau souvenir                      | 思い出の渚 オーディションは危険がいっぱい      | Omoide no nagisa Ōdishon wa kiken ga ippai | 10 août 1987          |
| [chapitre 35] Après la réception d'une lettre de menace, Nicky est appelé pour protéger vingt actrices qui doivent passer une audition. Il découvre que l'une d'entre elles veut simplement rencontrer son père, qui est le metteur en scène du film. |                                       |                                                | |                       |
| 20 | Une dure journée                      | 山から姫が降りてくる 獠の長〜い一日            | Yama kara hime ga oritekuru Ryō no nagāi ichinichi                                                                                                  | 17 août 1987          |
| Le professeur Hatamata est le précepteur d'Anita, une jeune princesse traditionnelle. Quittant pour la première fois son petit village, Hatamata craint que la princesse soit en danger dans une grande ville et demande donc l'aide de Nicky. |                                       |                                                | |                       |
| 21 | Un pari dangereux                     | 姿なき狙撃者！！ 獠と冴子の危険なゲーム        | Sugata naki sogekisha!! Ryō to Saeko no kiken na gēmu                                                                                               | 24 août 1987          |
| Après avoir fait à Hélène une promesse dont il ne se souvient plus, Nicky doit l'aider à protéger David Harrison l'ex-patron d'un puissant groupe de presse international. Celui-ci se sait menacé par des tueurs professionnels. |                                       |                                                | |                       |
| 22 | Un amour compliqué                    | 愛のキューピット ダイヤモンドに乾杯！！        | Ai no kyūpitto Daiyamondo ni kanpai!! | 31 août 1987          |
| Alors que Nicky accompagne Laura à un défilé de lingerie fine, il décide de faire un tour du côté des vestiaires. Il y défend Alicia Norman, jeune mannequin, qui est agressée par deux individus. Elle semble soudain très éprise de lui. |                                       |                                                | |                       |
| 23 | Une mariée tombée du ciel             | 毒バチブンブン！！ 空から花嫁降ってきた        | Dokubachi bun-bun!! Sora kara hanayome futtekita | 7 septembre 1987      |
| [chapitres 36-37] Une jeune femme en robe de mariée tombe dans la voiture de Nicky et Laura. Elle est poursuivie par des hommes armés pour avoir volé des abeilles tueuses au groupe Arcanor. Malheureusement Nicky est piqué par un de ces insectes. |                                       |                                                | |                       |
| 24 | Une infirmière dévouée                | バラ色の入院生活？ 狙われた白衣の天使          | Bara iro no nyūin seikatsu? Nerawareta hakui no tenshi                                                                                              | 14 septembre 1987     |
| [chapitres 38-39] M. Franck Manestral est un richissime homme d'affaires, qui après un séjour à l'hôpital décide de léguer la moitié de sa fortune à Annabelle, une jeune infirmière qui s'est occupée de lui. Il engage donc Nicky pour la protéger. |                                       |                                                | |                       |
| 25 | Un beau calibre                       | 愛の国際親善？！ ライバルはブロンド美人        | Ai no kokusai shinzen?! Raibaru wa burondo bijin | 21 septembre 1987     |
| Près de la piscine d'un hôtel, Nicky fait la connaissance d'Angela. Celle-ci est en fait un agent spécial étranger qui enquête sur des livraisons de chars d'assaut et d'armes de haute-technologie aux rebelles d'un pays en guerre. |                                       |                                                | |                       |
| 26 | Un premier amour                      | 愛ってなんですか？ 獠の正しい恋愛講座          | Aitte nandesuka? Ryō no tadashii ren'ai kōza | 28 septembre 1987     |
| [chapitres 30-34] Un père fait appel à Nicky pour protéger sa jeune fille, Nicole, des hommes qui pourraient la harceler. En effet celle-ci s'est décidée à travailler dans un fast-food pour l'été. Nicky en profite pour lui faire découvrir le véritable amour. |                                       |                                                | |                       |
| 27 | Une très belle histoire – 1re partie  | 獠と海坊主の純情足ながおじさん伝説（前編）     | Ryō to Umibōzu no junjō ashinaga ojisan densetsu (Zenpen)                                                                                           | 5 octobre 1987        |
| [chapitres 53-54] Marie Tercassan est une jeune violoniste prodige. Elle cherche à rencontrer son mystérieux bienfaiteur, qui n'est nul autre que Mammouth. Mais celui-ci ne veut pas que Marie le rencontre et préfère envoyer Nicky à sa place. |                                       |                                                | |                       |
| 28 | Une très belle histoire – 2e partie   | 獠と海坊主の純情足ながおじさん伝説（後編）     | Ryō to Umibōzu no junjō ashinaga ojisan densetsu (Kōhen)                                                                                            | 12 octobre 1987       |
| [chapitres 54-55] Marie est menacée par un ex-mercenaire appelé Cobra, qui cherche à se venger de son père et de Mammouth. Nicky, Mammouth et Laura intensifie donc leur protection, d'autant plus que Marie doit bientôt donner un concert public. |                                       |                                                | |                       |
| 29 | Un juste prix                         | 依頼料は500円！？ メルヘン美人は獠好み         | Irairyō wa 500 en!? Meruhen bijin wa Ryō gonomi | 19 octobre 1987       |
| La jeune illustratrice Aline Cardin rêve de publier un livre pour enfants sous son nom. Son ancien éditeur s'y oppose et s'approprie tout le travail de la jeune femme. Irena, sa petite voisine décide donc d'engager Nicky pour la protéger. |                                       |                                                | |                       |
| 30 | Un rival peu dangereux                | 恋のライバル出現！？ 香さんをいただきます      | Koi no raibaru shutsugen!? Kaori-san wo itadakimasu                                                                                                 | 26 octobre 1987       |
| Peter Lohmann est l'héritier de son oncle, un riche explorateur récemment disparu en Alaska. Étant misogyne, il a préféré désigné son neveu comme successeur plutôt que sa sœur. Peter craint donc que sa tante veuille le faire tuer. |                                       |                                                | |                       |
| 31 | Double Travail                        | バリバリラブ！ 乙女心を駈けぬけろ！            | Bari-bari rabu! Otome gokoro wo kakenukero! | 31 octobre 1987       |
| La jeune Isabelle Carnabo s'est éprise de Jimmy, membre d'une bande de motards. Elle engage Nicky pour soustraire Jimmy à sa dangereuse bande. En même temps, Jimmy demande à Laura d'être sa petite amie pour éloigner Isabelle. |                                       |                                                | |                       |
| 32 | Une affaire de professionnels         | 獠死なないで！！ ハードボイルドマグナム        | Ryō shinanaide!! Hādo boirudo magunamu | 9 novembre 1987       |
| Afin d'empêcher Michel Beaumont, le meilleur professionnel au monde, d'abattre un président en visite au Japon, la police lui donne un contrat dans le but de l'arrêter. Sa cible, c'est Hélène Lamberti. Mais celle-ci demande l'aide de Nicky. |                                       |                                                | |                       |
| 33 | Première Mélodie d’amour              | がんばれ海坊主！！ ハードな初恋協奏曲          | Ganbare Umibōzu!! Hādo na hatsukoi kyōsō-kyoku | 16 novembre 1987      |
| Mammouth désire faire un cadeau à Erika, la pianiste d'un restaurant chic. Mais au moment de lui offrir, elle est agressée par deux individus. S'étant blessé en la protégeant, Mammouth est obligé de demander à Nicky de la protéger. |                                       |                                                | |                       |
| 34 | Un papa surprise                      | 衝撃！！獠の父親宣言 寝てる子は起こすな        | Shōgeki!! Ryō no chichioya sengen Neteru ko wa okosuna                                                                                              | 23 novembre 1987      |
| En ouvrant la porte de son appartement, Nicky tombe sur une petite fille qui lui saute au cou en l'appelant "Papa". Il trouve dans le sac de la petite Nina, un message lui demandant de la protéger jusqu'à ce que l'on vienne la chercher. |                                       |                                                | |                       |
| 35 | Une grande journaliste                | 突撃美人キャスター 獠の（秘）モッコリ取材      | Totsugeki bijin kyasutā Ryō no maruhi mokkori shuzai                                                                                                | 30 novembre 1987      |
| [chapitres 45-47] Le chef d'un groupe de télévision engage Nicky pour protéger Anita Deylator, sa présentatrice vedette qui a accepté un reportage sur le milieu de la pègre car elle veut qu'on l'écoute pour son professionnalisme et non pour sa beauté. |                                       |                                                | |                       |
| 36 | Au secours je t’aime                  | 女子大生愛のツッパリ！ 誰かが私を狙ってる      | Joshidaisei ai no tsuppari! Dareka ga watashi wo neratteru                                                                                          | 7 décembre 1987       |
| La mère de la jolie Cristina fait appel à Nicky pour surveiller sa fille. Celle-ci a tenté de se suicider à deux reprises au cours des derniers jours. Sa mère espère que Nicky pourra l'empêcher de recommencer et arrivera à la raisonner. |                                       |                                                | |                       |
| 37 | Une fille d’honneur – 1re partie      | 新宿仁義一直線！ 着流し美人は弟子志願（前編）  | Shinjuku jingi itchokusen! Kinagashi bijin wa deshi shigan (Zenpen)                                                                                 | 14 décembre 1987      |
| Alors qu'Otora fête son anniversaire avec ses amis dans le bar dont elle est la propriétaire, des ouvriers viennent pour le détruire. Mais Nicky était aussi invité. Il est aidé par la mystérieuse Sophia, qui demande à devenir son élève. |                                       |                                                | |                       |
| 38 | Une fille d’honneur – 2e partie       | 新宿仁義一直線！ 着流し美人は弟子志願（後編）  | Shinjuku jingi itchokusen! Kinagashi bijin wa deshi shigan (Kōhen)                                                                                  | 21 décembre 1987      |
| Sophia est en fait la fille d'un chef de clan et de ce fait accorde beaucoup de valeur aux anciennes traditions. Elle est revenue car son père est tombé malade. Ce dernier insiste, lui aussi, pour que Nicky accepte Sophia comme élève. |                                       |                                                | |                       |
| 39 | Une princesse encombrante             | プッツンかぐや姫！ 獠も手を焼く記憶喪失        | Puttsun Kaguya hime! Ryō mo te wo yaku kioku sōshitsu                                                                                               | 4 janvier 1988        |
| Nicky défend dans une rue la jeune Olga. Cette dernière dit être amnésique et Nicky décide donc de la ramener chez lui. Laura décide donc de mener son enquête, pendant que Nicky essaye de lui faire retrouver la mémoire. |                                       |                                                | |                       |
| 40 | La Larme de Cléopâtre                 | もっこりパートナー！ 依頼料はシャワーの後で    | Mokkori pātonā! Irairyō wa shāwā no ato de | 11 janvier 1988       |
| Un riche promoteur s'est fait voler un diamant d'une immense valeur : la Larme de Cléopâtre. C'est alors que la belle Ava Luna contacte Nicky. Celui-ci accepte le travail sans savoir qu'il s'agit du cambriolage d'une grande bijouterie. |                                       |                                                | |                       |
| 41 | Belle et Obstinée – 1re partie        | 冴子の妹は女探偵？（前編） 翔んだ女の大胆秘密  | Saeko no imōto wa onna tantei? (Zenpen) Tonda onna no daitan himitsu                                                                                | 18 janvier 1988       |
| [chapitres 59-60] Alors que la situation financière de Nicky et Laura est au plus bas, une nouvelle agence de détective privé ouvre à deux pas de chez eux. Celle-ci est tenue par une certaine Raquel. Mais elle a rapidement des ennuis et fait appel à Nicky. |                                       |                                                | |                       |
| 42 | Belle et Obstinée – 2e partie         | 冴子の妹は女探偵？（後編） 翔んだ女の大捕物帳  | Saeko no imōto wa onna tantei? (Kōhen) Tonda onna no ōtorimono-chō                                                                                  | 25 janvier 1988       |
| [chapitres 60-62] Si Raquel a des problèmes, c'est parce qu'elle fait chanter des membres du milieu pour leur reprendre de l'argent et le remettre à la famille de Colonna, son ex-équipier décédé. Elle cherche ainsi à provoquer et à retrouver son assassin. |                                       |                                                | |                       |
| 43 | Les Trois Grains de beauté            | 女心のクッキー記念日 胸ボクロと初恋の唄        | Onna gokoro no kukkī kinenbi Mune bokuro to hatsukoi no uta                                                                                         | 1er février 1988      |
| La jeune Annabelle est devenue célèbre grâce à ses poèmes sur l'amour, mais n'est jamais tombée amoureuse. Elle est pourtant harcelée par beaucoup d'hommes. Elle se résout finalement à engager Nicky pour éloigner ces gêneurs. |                                       |                                                | |                       |
| 44 | Un héros exemplaire                   | 子供100人に聞きました！？ 獠は僕らのヒーローだ | Kodomo 100nin ni kikimashita!? Ryō wa bokura no hīrō da                                                                                             | 8 février 1988        |
| Depuis qu'il a découvert le salon de coiffure de Natacha Rosso, Nicky va se faire coiffer tous les jours, ce qui ne plaît pas trop aux petits frères de Natacha. Mais un jour, ils découvrent en jouant dans un chantier un sac plein de billets. |                                       |                                                | |                       |
| 45 | Les Trois Sœurs                       | 三姉妹は招くよ！ 獠ちゃんのスキー天国          | San shimai wa manekuyo! Ryō-chan no sukī tengoku | 15 février 1988       |
| Afin d'empêcher qu'un industriel signe un important contrat, ses opposants projettent d'enlever une de ses trois filles, en vacances au chalet familial. Il demande donc à Nicky de les protéger en se faisant passer pour un de ses employés. |                                       |                                                | |                       |
| 46 | Le crime ne paie pas                  | 盗ってもスリリング 明日に向ってすれ！！        | Tottemo suriringu Asuni mukatte sure!! | 22 février 1988       |
| En faisant du shopping avec Laura, Nicky sent qu'on subtilise son portefeuille. Laura reconnait la voleuse, c'est Marie-Lou, une amie du lycée. Pour qu'elle arrête ce petit jeu, Nicky lui propose un défi : réussir à voler son portefeuille. |                                       |                                                | |                       |
| 47 | Nicky a des problèmes                 | モッコリが特効薬！？ 美女ハスラーと愛の球跡    | Mokkori ga tokkō yaku!? Bijo hasurā to ai no tamaato                                                                                                | 29 février 1988       |
| Afin de s'approprier la salle de billard du père de Nadia, Ninsky lui lance un défi. Tout se jouera sur une partie de billard. Mais son père étant blessé, Nadia doit le remplacer. Sur la demande de ce dernier, elle fait aussi appel à Nicky. |                                       |                                                | |                       |
| 48 | La Jolie Veuve                        | 春よこい恋未亡人！ さぁ喪服をぬいで…           | Haru yo koi koi mibōjin! Sā mofuku wo nuide | 7 mars 1988           |
| Le majordome d'Elvira Martin est inquiet pour l'avenir de sa maîtresse. Depuis que son mari, collectionneur d'art, est décédé, elle n'a plus goût à la vie. Le domestique, connaissant la réputation de séducteur de Nicky, se décide à l'engager. |                                       |                                                | |                       |
| 49 | Une sœur encombrante                  | 迷えるシスター もっこりは愛のお導き！？        | Mayoeru sisutā Mokkori wa ai no omichibiki!? | 14 mars 1988          |
| Une religieuse, ayant obtenue la permission de quitter son couvent pour quelques jours, égare sa croix en déambulant dans la ville. Craignant d'avoir des ennuis avec son ordre, elle part à sa recherche et tombe par hasard sur Nicky. |                                       |                                                | |                       |
| 50 | Un anniversaire terrible – 1re partie | 史上最強の敵！！ 獠と香のラストマッチ（前編）  | Shijō saikyō no teki!! Ryō to Kaori no rasuto matchi (Zenpen)                                                                                       | 21 mars 1988          |
| Un baron de la drogue cherchant à se faire une plus grande place dans le milieu, décide d'éliminer un à un les hommes capables d'entraver sa route. Il charge donc ses trois meilleurs tueurs d'éliminer d'abord Mammouth, puis Nicky. |                                       |                                                | |                       |
| 51 | Un anniversaire terrible – 2e partie  | 史上最強の敵！！ 獠と香のラストマッチ（後編）  | Shijō saikyō no teki!! Ryō to Kaori no rasuto matchi (Kōhen)                                                                                        | 28 mars 1988          |
| Pour être sûr de remplir leur contrat, le trio de tueurs enlève Laura afin de forcer Nicky à commettre une faute et l'attirer dans un piège. Mais Nicky n'a pas d'autres choix et prend le risque de délivrer Laura avec l'aide de Mammouth. |                                       |                                                | |                       |

## Saison 2 (City Hunter 2)
| No | Titre français                            | Titre japonais                                            | Titre japonais                                                      | Date de 1re diffusion |
| No | Titre français                            | Kanji                                                     | Rōmaji                                                              | Date de 1re diffusion |
| --- | ----------------------------------------- | --------------------------------------------------------- | ------------------------------------------------------------------- | --------------------- |
| 1 (52) | La Jeune Fiancée de Nicky – 1re partie    | 獠は許嫁！？ 出会って恋して占います！！（前編）           | Ryō wa iinazuke!? Deatte koishite uranaimasu! (Zenpen)              | 8 avril 1988          |
| [chapitres 48-49] Anita est un jeune mannequin de quinze ans qui débute dans la chanson, mais un inconnu se masquant sous une identité secrète, ne l'entend pas de cette oreille, et emploie des méthodes peu scrupuleuses pour l'empêcher de faire carrière. |                                           |                                                           |                                                                     |                       |
| 2 (53) | La Jeune Fiancée de Nicky – 2e partie     | 獠は許嫁！？ 出会って恋して占います！！（後編）           | Ryō wa iinazuke!? Deatte koishite uranaimasu! (Kōhen)               | 15 avril 1988         |
| [chapitres 50-52] Après quelques investigations, Nicky découvre que l'auteur des lettres de menace n'est autre que le petit frère d'Anita. Celui-ci a tout manigancé dans le but de protéger sa sœur de tous les pervers qui voudraient s'approcher trop près d'elle. |                                           |                                                           |                                                                     |                       |
| 3 (54) | Laura est en danger – 1re partie          | 狙われた香！！ 愛の言葉はさようなら （前編）              | Nerawareta Kaori!! Ai no kotoba wa sayōnara (Zenpen)                | 22 avril 1988         |
| [chapitres 56-57] Ne parvenant pas à accuser le coup de sa défaite, un tueur professionnel surnommé " Le Renard " revient à la charge en lançant un défi directement à Nicky Larson. La première place des tueurs professionnels reviendra au vainqueur. Pour corser la compétition, Le Renard annonce même son intention d'ôter la vie de Laura dans les trois jours qui suivent.                            |                                           |                                                           |                                                                     |                       |
| 4 (55) | Laura est en danger – 2e partie           | 狙われた香！！ 愛の言葉はさようなら （後編）              | Nerawareta Kaori!! Ai no kotoba wa sayōnara (Kōhen)                 | 30 avril 1988         |
| [chapitres 57-58] Voyant le désintérêt total que porte Laura à la protection de sa propre personne, Nicky décide de se séparer d'elle afin que Le Renard ne la considère plus comme sa petite amie. Elle trouve alors refuge chez Mammouth, qui accepte de l'héberger quelque temps. |                                           |                                                           |                                                                     |                       |
| 5 (56) | Conte d’auteur                            | モッコリ迷探偵！？ 美人作家の推理ゲーム                   | Mokkori Meitantei!? Bijin sakka no suiri gēmu                       | 6 mai 1988            |
| Une romancière cherche à s'inspirer pour écrire une nouvelle œuvre. Voulant écrire un nouveau roman policier, elle fourre son nez dans des affaires impliquant de dangereux malfaiteurs, c'est pourquoi son éditeur fait appel à Nicky Larson pour l'assister en tant que garde du corps. |                                           |                                                           |                                                                     |                       |
| 6 (57) | Un beau modèle                            | 獠がヌードモデル！？ 名画を盗んだ美人画家                 | Ryō ga nūdo moderu!? Meiga wo nusunda bijin gaka                    | 13 mai 1988           |
| Lors d'une exposition de tableaux, une mystérieuse jeune fille se prénommant Emmanuella dérobe le chef-d'œuvre d'Antenor, un peintre décédé depuis. Alors que Emmanuella tente tant bien que mal d'échapper à ses poursuivants, elle fait la rencontre de Nicky Larson qui l'aide alors à se sortir de ce mauvais pas.                                                                                        |                                           |                                                           |                                                                     |                       |
| 7 (58) | Mission au paradis                        | 南の島からの依頼 ココナツ娘と愛の楽園                     | Minami no shima kara no irai Kokonatsu musume to ai no rakuen       | 20 mai 1988           |
| Nicky et Laura se voient confier une nouvelle mission, celle de protéger une île paradisiaque gardée par Alicia Barnes, une jeune fille vivant sur place au même rythme que la nature. |                                           |                                                           |                                                                     |                       |
| 8 (59) | Un policier efficace                      | 気がつけば危ない刑事 東京だよお父つぁん！                 | Ki ga tsukeba abunai deka Tokyo dayo otottsuan!                     | 27 mai 1988           |
| Alors que Nicky tente de se soustraire à la distribution de tracts imposée par Laura pour relancer leur affaire, il rencontre Maruschka, une ravissante jeune femme qui lui demande de feindre d'être son petit ami pendant toute la durée de la visite de son père dans la capitale... |                                           |                                                           |                                                                     |                       |
| 9 (60) | Un beau motard                            | 恋の速度違反！ 白バイ美人と手錠で交際                     | Koi no supīdo ihan! Shirobai bijin to tejō de kōsai                 | 3 juin 1988           |
| Hélène profite de son jour de congé pour sortir avec Nicky. En chemin, elle croise un célèbre malfaiteur spécialisé dans la contrefaçon de produits de luxe. Elle part alors à sa poursuite, mais se fait arrêter aussitôt pour excès de vitesse par une jeune policière, Marie-Ange, ce qui la force à abandonner la poursuite de son suspect.                                                               |                                           |                                                           |                                                                     |                       |
| 10 (61) | La Princesse amoureuse – 1re partie       | モッコリ殺し！？ 王女の高貴なオーラ（前編）               | Mokkori goroshi!? Ōjo no kōki na ōra (Zenpen)                       | 10 juin 1988          |
| [chapitres 63-65] Avant de siéger sur le trône, il est de coutume que les princesses du royaume du Sépil parcourent le monde, et le Japon fait partie des itinéraires sélectionnés. Afin de voyager en sûreté, la princesse Alma et son assistante Salima demandent la protection de Nicky Larson, réputé pour être le meilleur garde du corps du pays.                                                       |                                           |                                                           |                                                                     |                       |
| 11 (62) | La Princesse amoureuse – 2e partie        | モッコリ殺し！？ 王女の高貴なオーラ（後編）               | Mokkori goroshi!? Ōjo no kōki na ōra (Kōhen)                        | 17 juin 1988          |
| [chapitres 65-66] Afin d'éloigner la princesse de Nicky, Salima parvient à le convaincre que la princesse est un travesti, ce qui expliquerait qu'une force invisible l'arrête à chaque fois qu'il s'approche d'elle. Choquée d'entendre la nouvelle, la princesse s'enfuit de l'appartement, en larmes. |                                           |                                                           |                                                                     |                       |
| 12 (63) | Le Grand Combat                           | 場外乱闘流血必至！！ 恋のコブラツイスト                   | Jōgai rantō ryūketsu hissi!! Koi no kobura tsuisuto                 | 24 juin 1988          |
| Barbara est une catcheuse professionnelle très renommée, mais qui est la cible d'accidents répétés beaucoup trop fréquents pour être de pures coïncidences. Aussi, son manager décide d'employer Nicky Larson en tant que garde du corps pour la protéger des dangers à venir, mais cette dernière n'estime pas nécessaire la présence à ses côtés d'un homme aussi obsédé.                                   |                                           |                                                           |                                                                     |                       |
| 13 (64) | La Fausse Dent                            | 最新密輸工作！！ 美人歯科医の愛情治療                     | Saishin mitsuyu kōsaku!! Bijin shikai no aijō chiryō                | 1er juillet 1988      |
| Anna Tarna est une jeune et ravissante dentiste victime d'attaques de malfaiteurs directement dans son cabinet. Nicky, présent sur les lieux pour une visite nocturne, sauve de justesse la demoiselle, qui lui demande alors de la protéger contre ces agressions, dont elle ignore totalement le motif. |                                           |                                                           |                                                                     |                       |
| 14 (65) | L’amour est plus fort que l’argent        | 愛はお金を超えるか？ モッコリ対貯金娘                     | Ai wa okane wo koeruka? Mokkori tai chokin musume                   | 8 juillet 1988        |
| Laurie est une jeune étudiante qui ne pense qu'à l'argent. Elle accumule ainsi plusieurs petits boulots pour en amasser le plus possible, et elle n'hésite même pas à facturer les services qu'elle rend aux autres. |                                           |                                                           |                                                                     |                       |
| 15 (66) | Une vengeance tardive – 1re partie        | 死ぬな！ 海坊主！！ 愛と復讐のマグナム（前編）            | Shinuna! Umibōzu!! Ai to fukushū no magunamu (Zenpen)               | 15 juillet 1988       |
| Catherine est une ravissante jeune femme aux qualités athlétiques remarquables. Elle travaille aux côtés de Zippo, et ils ont comme intérêt commun d'éliminer Falcon, alias Mammouth, par vengeance. Dans le même temps, Mammouth appelle Nicky directement chez lui afin qu'il tienne compagnie à Catherine, mais après un assaut musclé de la part de l'ennemi, Mammouth se retrouve grièvement blessé.     |                                           |                                                           |                                                                     |                       |
| 16 (67) | Une vengeance tardive – 2e partie         | 死ぬな！ 海坊主！！ 愛と復讐のマグナム（後編）            | Shinuna! Umibōzu!! Ai to fukushū no magunamu (Kōhen)                | 22 juillet 1988       |
| Malgré ses graves blessures, Mammouth se lance tout de même à la poursuite de Zippo pour terminer le travail qu'il a laissé inachevé huit années auparavant. De son côté, Catherine ne peut évacuer la haine qu'elle éprouve envers celui qui jadis était le partenaire de son père, qu'il a tout de même abattu de sang-froid dans le dos.                                                                   |                                           |                                                           |                                                                     |                       |
| 17 (68) | La Belle Étrangère – 1re partie           | 大和撫子志願！？ モッコリは国境を越えて（前編）           | Yamato nadeshiko shigan!? Mokkori wa kokkyō wo koete (Zenpen)       | 29 juillet 1988       |
| L'avion dans lequel voyage Liza Williams, la fille du chef de l'opposition d'une petite république d'Amérique du Sud, se fait détourner par des pirates de l'air, et toutes les femmes à son bord sont retenues prisonnières. Avec l'aide de Nicky, l'inspecteur Lamberti parvient à libérer les otages, et pour se rétribuer lui-même de son acte héroïque, Nicky enlève Liza et décide de sortir avec elle. |                                           |                                                           |                                                                     |                       |
| 18 (69) | La Belle Étrangère – 2e partie            | 大和撫子志願！？ モッコリは国境を越えて（後編）           | Yamato nadeshiko shigan!? Mokkori wa kokkyō wo koete (Kōhen)        | 29 juillet 1988       |
| Afin de renverser le mouvement révolutionnaire et retourner au pouvoir en tant que dictateur, le général Hortega envoie toutes ses troupes armées prendre d'assaut l'appartement de Nicky dans le but de capturer Liza Williams. |                                           |                                                           |                                                                     |                       |
| 19 (70) | Laura au travail                          | 香ちゃん大活躍！！ 思い出のワインで乾杯                   | Kaori-chan daikatsuyaku!! Omoide no wain de kanpai                  | 12 août 1988          |
| Paul Casanova est un vieil homme qui est la cible de voleurs peu communs. En effet, il détient un vin très rare d'une grande valeur qui intéresse grandement Pablo Rosso, un collectionneur italien sans scrupules. Il demande alors de l'aide à Nicky Larson pour assurer sa protection. |                                           |                                                           |                                                                     |                       |
| 20 (71) | Laura perd la mémoire                     | 香が記憶喪失！！ さらば愛しきパートナー                   | Kaori ga kioku sōshitsu!! Saraba itoshiki pātonā                    | 19 août 1988          |
| Alors que Nicky et Laura se promènent en toute quiétude dans les rues de la ville, ils sont victimes d'un tir embusqué en traversant un pont. Voyant qu'on lui tire dessus, Laura tente d'éloigner Nicky de la trajectoire de la balle, mais elle finit par tomber du pont dans une violente chute. |                                           |                                                           |                                                                     |                       |
| 21 (72) | Tireurs d’élite                           | めざせ金メダル！！ 射撃美人に密着指導                     | Mezase kin medaru!! Shageki bijin ni mitchaku shidō                 | 19 août 1988          |
| Aline Boudart est une jeune policière qui a été sélectionnée pour participer aux épreuves de tir pour les Jeux olympiques. Cependant, sa personnalité spéciale l'empêche de viser correctement même en étant profondément concentrée. |                                           |                                                           |                                                                     |                       |
| 22 (73) | La Belle Photographe – 1re partie         | 標的は獠！ 激写美人は危険が大好き！（前編）               | Tāgetto wa Ryō! Fōkasu redī wa kiken ga daisuki! (Zenpen)           | 9 septembre 1988      |
| [chapitres 72-74] Catherine est une photographe travaillant en freelance, dont le but est de révéler au monde entier que Nicky Larson, contrairement aux idées reçues, n'est pas un simple malfrat, mais bel et bien un homme qui œuvre dans l'ombre pour faire respecter l'ordre public. |                                           |                                                           |                                                                     |                       |
| 23 (74) | La Belle Photographe – 2e partie          | 標的は獠！激写美人は危険が大好き！（後編）                | Tāgetto wa Ryō! Fōkasu redī wa kiken ga daisuki! (Kōhen)            | 9 septembre 1988      |
| [chapitres 75-76] Alors qu'elle est toujours sur les traces de Nicky Larson pour pouvoir le photographier, Catherine se fait enlever par un groupe de yakuzas. Leur chef n'accepte de libérer Catherine qu'à la condition que Nicky vienne la chercher seule, et pour s'assurer une victoire facile, il engage un dangereux catcheur.                                                                         |                                           |                                                           |                                                                     |                       |
| 24 (75) | La Ninja de charme                        | 必殺桃色吐息！？ 大都会くの一進出物語                     | Hissatsu momoiro toiki!? Daitokai kunoichi shinshutsu monogatari    | 16 septembre 1988     |
| Nadia est la seule héritière du clan de ninja Torqueda. Pour pouvoir survivre dans le monde moderne, elle décide de se frayer une place dans le milieu avec l'aide de ses trois disciples et pour ce faire, elle lance un défi à mort à Nicky Larson. |                                           |                                                           |                                                                     |                       |
| 25 (76) | Un témoin de charme – 1re partie          | 狙われた証人！ 男装美女と危険な二人（前編）               | Nerawareta shōnin! Dansō bijo to kiken na futari (Zenpen)           | 30 septembre 1988     |
| [chapitres 77-79] Claude Maret est un acteur victime d'agressions répétées venant de dangereux malfaiteurs. Il est le témoin d'une importante affaire de drogue, et sa présence à la cour est indispensable pour l'arrestation des coupables. |                                           |                                                           |                                                                     |                       |
| 26 (77) | Un témoin de charme – 2e partie           | 狙われた証人！ 男装美女と危険な二人（後編）               | Nerawareta shōnin! Dansō bijo to kiken na futari (Kōhen)            | 7 octobre 1988        |
| [chapitres 79-80] À présent qu'il a éventé la supercherie de l'inspecteur Lamberti en découvrant que Claude est en réalité une femme déguisée en homme, Nicky décide de ne pas dévoiler la vérité à Laura, et demande à Claude de continuer à se comporter comme un homme. |                                           |                                                           |                                                                     |                       |
| 27 (78) | La Réhabilitation d’un héros – 1re partie | 槇村からのメッセージ 想い出は永遠に（前編）               | Makimura kara no messēji Omoide wa eien ni (Zenpen)                 | 14 octobre 1988       |
| Nelson est un inspecteur new-yorkais travaillant à Interpol, dans la division des narcotiques. Il revient au Japon pour enquêter sur le défunt agent Tony Marconi, soupçonné d'être impliqué dans une sordide affaire de drogue. |                                           |                                                           |                                                                     |                       |
| 28 (79) | La Réhabilitation d’un héros – 2e partie  | 槇村からのメッセージ 想い出は永遠に（後編）               | Makimura kara no messēji Omoide wa eien ni (Kōhen)                  | 21 octobre 1988       |
| Laura, Nicky et Mammouth doivent faire face une nouvelle fois à l'organisation responsable de la mort de Tony. Nelson, de son côté, parvient à recueillir des informations susceptibles de prouver l'innocence de Tony. |                                           |                                                           |                                                                     |                       |
| 29 (80) | Une affaire de cœur                       | 傷だらけの純情！ 鉄砲玉に天使の祈り                       | Kizu darake no junjō! Teppō dama ni tenshi no inori                 | 28 octobre 1988       |
| Cécile est une jeune adolescente de seize ans souffrant de graves problèmes cardiaques. Le seul moyen de la sauver est de l'opérer, mais elle s'y refuse farouchement, car elle déteste les opérations. Cependant, elle impose une condition pour accepter la chirurgie, c'est que l'on retrouve l'homme qui l'a aidée lorsqu'elle s'est une fois échappée de l'hôpital.                                      |                                           |                                                           |                                                                     |                       |
| 30 (81) | Balade en mer                             | 獠だまされてね！ 少女に冴子の贈り物                       | Ryō damasaretene! Shōjo ni Saeko no okurimono                       | 4 novembre 1988       |
| De nombreuses banques sont tour à tour dévalisées, et à chaque fois le vol est précédé d'une terrible explosion pour faire diversion. Durant l'une de ces opérations, l'inspecteur Lamberti se trouvait sur les lieux par hasard, et l'explosion a grièvement blessé une jeune enfant qu'elle a rencontrée quelques instants plus tôt.                                                                        |                                           |                                                           |                                                                     |                       |
| 31 (82) | Adieu l’ami – 1re partie                  | さらば友よ… 心にひびく最期の銃声（前編）                  | Saraba tomo yo... Kokoro ni hibiku rasuto shotto (Zenpen)           | 11 novembre 1988      |
| Anita est la princesse nouvellement nommée à la tête du royaume de Corona. Son pays est en crise, avec une guerre civile qui n'en finit pas. Afin de rétablir la paix, elle décide de se rendre au Japon pour discuter d'un accord de paix entre le pouvoir en place et les résistants. |                                           |                                                           |                                                                     |                       |
| 32 (83) | Adieu l’ami – 2e partie                   | さらば友よ… 心にひびく最期の銃声（後編）                  | Saraba tomo yo… Kokoro ni hibiku rasuto shotto (Kōhen)              | 18 novembre 1988      |
| Les pourparlers de paix entre les différentes parties doivent se tenir dans une villa dont la localisation est gardée secrète. Pour faire diversion, Nicky et Laura, déguisée alors en princesse, partent de leur côté en se faisant suivre par les assassins, laissant le champ libre à Harry et à la princesse pour se rendre au lieu convenu du rendez-vous.                                               |                                           |                                                           |                                                                     |                       |
| 33 (84) | Les Fausses Plaques – 1re partie          | モッコリ契約成立！ 獠と不良娘の珍道中（前編）             | Mokkori keiyaku seiritsu! Ryō to furyō musume no chindōchū (Zenpen) | 25 novembre 1988      |
| Nicky Larson se fait confier une nouvelle mission de grande importance dans la mesure où une charmante récompense lui est promise s'il parvient à la mener à bien... En effet, sa cliente Olga est poursuivie par la mafia chinoise, mais sa requête est que Nicky retrouve sa future belle-sœur Isabelle. |                                           |                                                           |                                                                     |                       |
| 34 (85) | Les Fausses Plaques – 2e partie           | モッコリ契約成立！ 獠と不良娘の珍道中（後編）             | Mokkori keiyaku seiritsu! Ryō to furyō musume no chindōchū (Kōhen)  | 2 décembre 1988       |
| Après avoir baissé sa garde face à Mammouth, Nicky perd son duel et se fait capturer avec Isabelle par la mafia chinoise. Après avoir entendu toute l'histoire concernant la jeune fille, et le but réel de sa capture, Mammouth se retourne contre son employeur, aidant Nicky et Isabelle à s'échapper des lieux.                                                                                           |                                           |                                                           |                                                                     |                       |
| 35 (86) | Une élève douée                           | 獠はインストラクター 究極のモッコリ戦法                   | Ryō wa insutorakutā Kyūkyoku no mokkori senpō                       | 9 décembre 1988       |
| Annie est la fille du président d'une grande compagnie. Alors que des accords de fusion de la compagnie vont être signés, le président est toujours porté disparu, et en son absence c'est le vice-président qui prendra toutes les décisions à sa place. |                                           |                                                           |                                                                     |                       |
| 36 (87) | Nicky a bon goût                          | 獠は美味しんぼ！ そば打ち美人に粋なPR                     | Ryō wa oishinbo! Soba uchi bijin ni iki na pī āru                   | 16 décembre 1988      |
| Laura surprend Nicky sur le fait... Il s'absente tous les jours pour se restaurer dans un restaurant de la petite ville où on ne sert que des nouilles japonaises et qui est tenu par une ravissante jeune fille, Sylviane. Cependant, les nouilles qu'elle prépare sont particulièrement mauvaises, et son affaire risque de fermer définitivement si elle n'a plus de clients.                              |                                           |                                                           |                                                                     |                       |
| 37 (88) | Joyeux Noël – 1re partie                  | 獠が香に… クリスマスに愛をこめて （前編）                 | Ryō ga Kaori ni... Kurisumasu ni ai wo komete (Zenpen)              | 23 décembre 1988      |
| Noël approche à grands pas, et Laura prépare une fête en l'honneur des enfants de l'orphelinat de monsieur Sarfato. Elle tente d'impliquer Nicky dans son action, mais ce dernier est bien trop occupé à préparer ses invitations à sa fête de Noël. |                                           |                                                           |                                                                     |                       |
| 38 (89) | Joyeux Noël – 2e partie                   | 獠が香に… クリスマスに愛をこめて （後編）                 | Ryō ga Kaori ni... Kurisumasu ni ai wo komete (Kōhen)               | 28 décembre 1988      |
| Après le larcin plutôt spectaculaire de Laura, Sartakis menace le propriétaire de l'orphelinat pour récupérer les documents que Laura a emportés. Ses hommes de main enlèvent même une jeune enfant, Caroline, pour les forcer à satisfaire leur demande. |                                           |                                                           |                                                                     |                       |
| 39 (90) | La Fiancée de Mammouth – 1re partie       | 海ちゃん色男！ 美人スイーパー美樹が肉迫（前編）           | Umi-chan iro otoko! Bijin suīpā Miki ga nikuhaku (Zenpen)           | 20 janvier 1989       |
| [chapitres 86-87] Mammouth appelle Nicky pour que ce dernier lui rende un service. En effet, une de ses vieilles connaissances, du temps où il était soldat dans un commando, a retrouvé sa trace et tient absolument à l'épouser : il s'agit de Mirna. |                                           |                                                           |                                                                     |                       |
| 40 (91) | La Fiancée de Mammouth – 2e partie        | 海ちゃん色男！ 美人スイーパー美樹が肉迫（後編）           | Umi-chan iro otoko! Bijin suīpā Miki ga nikuhaku (Kōhen)            | 27 janvier 1989       |
| [chapitres 88-89] Nicky mène la vie dure à Mirna qui ne parvient absolument pas à le prendre par surprise, son adresse au combat lui permet aisément de détecter à tout instant son esprit combatif et prévoir le moment où elle va tirer ainsi que le lieu où elle se trouve. |                                           |                                                           |                                                                     |                       |
| 41 (92) | Un don précieux – 1re partie              | モッコリだらけ！獠の心と超能力少女 （前編）               | Mokkori darake! Ryō no kokoro to esupā shōjo (Zenpen)               | 3 février 1989        |
| [chapitres 90-91] Mirna et Mammouth tiennent ensemble le café Cat's Eye désormais, ce qui ne manque pas de faire sourire Nicky à la vue de ce terrible nettoyeur en tablier... Peu de temps après, un nouveau travail s'offre à Nicky, celui de protéger Carole et sa gouvernante Carla, toutes deux ciblées par un criminel inconnu.                                                                         |                                           |                                                           |                                                                     |                       |
| 42 (93) | Un don précieux – 2e partie               | モッコリだらけ！獠の心と超能力少女 （後編）               | Mokkori darake! Ryō no kokoro to esupā shōjo (Kōhen)                | 10 février 1989       |
| [chapitres 91-92] Après les échecs successifs des multiples tentatives d'éliminer Carole et ses compères, l'assassin qui tient les rênes dans l'ombre décide de louer les services de Mammouth pour faire jeu égal avec Nicky Larson. Pendant ce temps, les relations qu'entretiennent Carole et Laura se dégradent à vue d'œil.                                                                              |                                           |                                                           |                                                                     |                       |
| 43 (94) | L’Épreuve – 1re partie                    | 獠は恋泥棒！魔鏡に秘めた愛の行方 （前編）                 | Ryō wa koi dorobō! Makyō ni himeta ai no yukue (Zenpen)             | 17 février 1989       |
| [chapitres 93-94] Nicky Larson rencontre une de ses anciennes clientes qu'il a déjà aidée, il s'agit de Samantha, déjà connue par les services de police. Cette fois-ci, elle requiert son aide pour la soustraire à un vieux règlement de sa famille, qui lui impose un mari sans son accord si jamais elle ne trouve pas un meilleur candidat que celui qui lui a été choisi.                               |                                           |                                                           |                                                                     |                       |
| 44 (95) | L’Épreuve – 2e partie                     | 獠は恋泥棒！魔鏡に秘めた愛の行方 （後編）                 | Ryō wa koi dorobō! Makyō ni himeta ai no yukue (Kōhen)              | 23 février 1989       |
| [chapitres 95-96] Conscient que Nicky Larson peut se montrer être un adversaire de taille grâce à son énergie débordante, Laurent l'hypnotise pour lui ôter complètement toute sa source de puissance. Sans son énergie, Nicky a bien du mal à se motiver, d'autant que le jour du test final approche dangereusement.                                                                                        |                                           |                                                           |                                                                     |                       |
| 45 (96) | Une jeune veuve trop sage – 1re partie    | １９歳の未亡人！ スケッチ美人に心の恋人（前編）           | 19sai no mibōjin! Suketchi bijin ni kokoro no koibito (Zenpen)      | 3 mars 1989           |
| [chapitres 81-83] Anita Carla est une jeune veuve de dix-neuf ans qui a perdu son mari le jour même de son mariage. De plus, elle est l'héritière d'un clan de truands pris pour cible par celui de la famille Coloma. |                                           |                                                           |                                                                     |                       |
| 46 (97) | Une jeune veuve trop sage – 2e partie     | １９歳の未亡人！ スケッチ美人に心の恋人（後編）           | 19sai no mibōjin! Suketchi bijin ni kokoro no koibito (Kōhen)       | 10 mars 1989          |
| [chapitres 83-85]Les tentatives de pression sur Anita s'avèrent bien délicates avec la protection rapprochée de Nicky Larson. C'est pourquoi le clan de la famille Coloma élabore un nouveau plan visant à lui faire abandonner son attachement pour le parc tant convoité en y mettant le feu. |                                           |                                                           |                                                                     |                       |
| 47 (98) | La Petite Infirme – 1re partie            | 夢みるように恋したい １２歳 天使の作戦（前編）            | Yume miru yō ni koi shitai 12sai Tenshi no sakusen (Zenpen)         | 17 mars 1989          |
| [chapitre 102] Sandra est une jeune fille paraplégique, souffrant d'une blessure par balle. Nicky fait sa connaissance par hasard, après s'être aperçu à plusieurs reprises qu'elle le guettait depuis plusieurs jours avec son télescope. Depuis, ils viennent régulièrement lui rendre visite pour la sortir de sa solitude quotidienne.                                                                    |                                           |                                                           |                                                                     |                       |
| 48 (99) | La Petite Infirme – 2e partie             | 夢みるように恋したい １２歳 天使の作戦（後編）            | Yume miru yō ni koi shitai 12sai Tenshi no sakusen (Kōhen)          | 24 mars 1989          |
| [chapitres 102-103] Après avoir entendu de Laura que Nicky s'intéressait à sa grande sœur, Sandra élabore alors un plan qui lui permettra de vivre en permanence auprès de lui, en forçant sa sœur à aimer ce dernier. Malgré tous ses efforts pour effacer le côté pervers de Nicky, les situations ne se montrent jamais favorables pour que sa sœur voit un lui un homme digne d'intérêt.                  |                                           |                                                           |                                                                     |                       |
| 49 (100) | Chantage atomique – 1re partie            | さらばハードボイルド・シティー（前編）                    | Saraba Hādo boirudo shitī (Zenpen)                                  | 31 mars 1989          |
| Après avoir appris que sa fille fréquentait Nicky, le ministre de la Défense a immédiatement engagé Mammouth pour la récupérer et tuer par la même occasion Nicky. Au même moment, le central de la police est sous le choc après avoir reçu de la part d'un groupe terroriste, l'armée noire, une lettre de menace stipulant que toute la ville est prise en otage.                                          |                                           |                                                           |                                                                     |                       |
| 50 (101) | Chantage atomique – 2e partie             | さらばハードボイルド・シティー（後編）                    | Saraba Hādo boirudo shitī (Kōhen)                                   | 7 avril 1989          |
| Grâce au témoignage de Mireille, la localisation de la bombe nucléaire est désormais connue, mais elle est puissamment protégée par l'armée noire qui ne fait aucun cadeau à quiconque s'en approche de trop près. |                                           |                                                           |                                                                     |                       |
| 51 (102) | La Boule de cristal                       | 水晶の予言！ 香によみがえる記憶の鎖                       | Suishō no yogen! Kaori ni yomigaeru kioku no kusari                 | 14 avril 1989         |
| Nicky, à sa grande surprise, obtient un rendez-vous avec Raquel Nirva, qui lui promet un rendez-vous galant, proposition qu'il accepte sans hésitation. Laura, quant à elle, va consulter une voyante extra-lucide, qui parvient à décrire avec une étonnante précision les mésaventures qu'elle a vécues. |                                           |                                                           |                                                                     |                       |
| 52 (103) | La Sœur de Laura – 1re partie             | ２０年目の再会！ 冴羽さん妹をよろしく（前編）             | 20-nen me no saikai! Saeba-san Imōto wo yoroshiku (Zenpen)          | 21 avril 1989         |
| [chapitres 97-99] Une jeune femme, prénommée Claudia, arrive en ville, dans le but de rechercher sa jeune sœur dont elle a dû se séparer depuis son enfance, il s'agit de Laura Marconi. En rencontrant Nicky, celui-ci lui fait promettre de ne pas lui révéler la vérité pendant une semaine et d'observer sa manière de vivre.                                                                             |                                           |                                                           |                                                                     |                       |
| 53 (104) | La Sœur de Laura – 2e partie              | ２０年目の再会！ 冴羽さん妹をよろしく（後編）             | 20-nen me no saikai! Saeba-san Imōto wo yoroshiku (Kōhen)           | 28 avril 1989         |
| [chapitres 99-101] Pendant que Laura garde Claudia, ces dernières se font ravir en pleine rue sans qu'aucune d'entre elles ne puisse réagir. Durant la fuite du véhicule qui les transporte, Claudia remarque Nicky en train de séduire des jeunes femmes qui passent, et conclut donc à une totale incompétence de sa part à tenir le rôle de gardien de sa sœur.                                            |                                           |                                                           |                                                                     |                       |
| 54 (105) | Des soupirants empressés – 1re partie     | １７歳のプロポーズ 疑惑のデートパニック （前編）          | 17sai no puropōzu Giwaku no dēto panikku (Zenpen)                   | 5 mai 1989            |
| [chapitres 104-106] Samantha est une jeune lycéenne qui connaît de très sérieux désagréments tout récemment. En effet, elle se fait constamment poursuivre par de nombreux prétendants qui la demandent quotidiennement en mariage. |                                           |                                                           |                                                                     |                       |
| 55 (106) | Des soupirants empressés – 2e partie      | １７歳のプロポーズ 疑惑のデートパニック （後編）          | 17sai no puropōzu Giwaku no dēto panikku (Kōhen)                    | 12 mai 1989           |
| [chapitres 107-108] Les récents harcèlements de prétendants subits par Samantha ont un lien direct avec son défunt père, dont elle ignore totalement l'identité. À chaque fois qu'elle évoque le sujet avec son grand-père, ce dernier se met dans une colère folle sans jamais donner aucun détail. |                                           |                                                           |                                                                     |                       |
| 56 (107) | Le Porte-bonheur – 1re partie             | 新宿サクセス物語 お隣さんは美人ダンサー（前編）           | Shinjuku sakusesu monogatari Otonari-san wa bijin dansā (Zenpen)    | 19 mai 1989           |
| [chapitres 67-68] Monica est une jeune danseuse qui a emménagé dans l'appartement juste en face de celui de Nicky, réputé pour être hanté par un fantôme. Nicky accueille tout naturellement sa nouvelle voisine avec ses traditionnelles visites nocturnes, et apprend à l'occasion que Monica se fait poursuivre la nuit par un inconnu, et que son appartement est même visité lorsqu'elle n'est pas là.   |                                           |                                                           |                                                                     |                       |
| 57 (108) | Le Porte-bonheur – 2e partie              | 新宿サクセス物語 お隣さんは美人ダンサー（後編）           | Shinjuku sakusesu monogatari Otonari-san wa bijin dansā (Kōhen)     | 26 mai 1989           |
| [chapitres 68-71] Nicky parvient à se faire intégrer dans l'équipe technique du spectacle auquel Monica doit participer. Il peut ainsi renforcer sa surveillance et toujours garder un œil sur sa cliente. Toutefois, la présence de nombreuses danseuses sur la scène a tendance à provoquer une excitation chez lui qui déconcentre les différents intervenants.                                            |                                           |                                                           |                                                                     |                       |
| 58 (109) | Le Petit Roi – 1re partie                 | 獠のスパルタ教育！ ハーレム育ちの悪ガキ王子（前編）       | Ryō no suparuta kyōiku! Hāremu sodachi no warugaki ōji (Zenpen)     | 2 juin 1989           |
| Le roi de la république du Domarck est décédé, c'est désormais son jeune fils Alfonso IV qui dirige le pays, mais il n'est encore qu'un enfant très immature, gâté, égoïste et insupportable. Son oncle, qui veut siéger sur le trône à sa place, veut l'assassiner en envoyant des professionnels à sa poursuite.                                                                                            |                                           |                                                           |                                                                     |                       |
| 59 (110) | Le Petit Roi – 2e partie                  | 獠のスパルタ教育！ ハーレム育ちの悪ガキ王子（後編）       | Ryō no suparuta kyōiku! Hāremu sodachi no warugaki ōji (Kōhen)      | 9 juin 1989           |
| Afin que Alfonso ne soit plus dépendant de sujets pour accomplir ses tâches journalières, même les plus basiques, Nicky décide de l'éduquer à l'école des hommes, dans la nature sans rien pour subsister. Dans ces conditions, leur relation est loin d'être amicale. |                                           |                                                           |                                                                     |                       |
| 60 (111) | Tour de magie                             | 恋は魔法 ミスマジシャンは男性恐怖症                       | Koi wa mahō Misu majishan wa dansei kyōfu shō                       | 23 juin 1989          |
| Irina Bart est une magicienne qui va succéder au grand Mandar. Ce dernier a préparé un tour de magie spectaculaire, mais un homme d'affaires peu scrupuleux compte le réutiliser pour son propre profit. Pour ce faire, il a l'intention d'empêcher Irina de se produire en spectacle, afin d'avoir l'exclusivité du tour.                                                                                    |                                           |                                                           |                                                                     |                       |
| 61 (112) | Un grand amour – 1re partie               | グッドラックマイスイーパー 二人のシティストリート（前編） | Guddo rakku mai suīpā Futari no shitī sutorīto (Zenpen)             | 30 juin 1989          |
| [chapitres 111-112] Nicky Larson est très inquiet après avoir appris aux informations la venue au Japon de Marie Moon, plus connue dans le milieu sous le nom de "Marie la Rouge". En essayant de lui échapper, il se rend compte qu'il est déjà trop tard et qu'elle a déjà retrouvé sa trace. |                                           |                                                           |                                                                     |                       |
| 62 (113) | Un grand amour – 2e partie                | グッドラックマイスイーパー 二人のシティストリート（中編） | Guddo rakku mai suīpā Futari no shitī sutorīto (Chūhen)             | 7 juillet 1989        |
| [chapitres 112-113] Après avoir entendu toute la vérité sur le passé de Nicky, Laura a subi un choc, mais s'est reprise, car elle connaît également parfaitement sa peine. C'est pourquoi elle lui attribue elle-même une date de naissance et un âge arbitraire. |                                           |                                                           |                                                                     |                       |
| 63 (114) | Un grand amour – 3e partie                | グッドラックマイスイーパー 二人のシティストリート（後編） | Guddo rakku mai suīpā Futari no shitī sutorīto (Kōhen)              | 14 juillet 1989       |
| [chapitres 113-115] Le fiancé de Marie est retenu prisonnier dans un site en construction. Pour ne pas impliquer davantage Nicky et ses amis, Marie décide d'affronter seule les ravisseurs, mais Laura parvient à anticiper son mouvement et l'accompagne dans son combat. |                                           |                                                           |                                                                     |                       |

## Saison 3 (City Hunter 3)
| No | Titre français                      | Titre japonais                                  | Titre japonais                                           | Date de 1re diffusion |
| No | Titre français                      | Kanji                                           | Rōmaji                                                   | Date de 1re diffusion |
| --- | ----------------------------------- | ----------------------------------------------- | -------------------------------------------------------- | --------------------- |
| 1 (115) | La Belle Écologiste                 | 脱モッコリ宣言！ ＸＹＺは世界を救う             | Datsu mokkori sengen! ekkusu wai zeddo wa sekai wo sukū  | 15 octobre 1989       |
| Monique Tayard travaille à l'ambassade de Rubilia. Elle lutte aussi pour la préservation des forêts de son pays. Mais, depuis quelques jours elle échappe de peu à des accidents. Inquiète, elle engage Nicky pour assurer sa protection.                              |                                     |                                                 |                                                          |                       |
| 2 (116) | La Belle Avocate                    | 天下の恋愛現行犯！ 美人弁護士をくどく法         | Tenka no ren'ai genkō han! Bijin bengoshi wo kudoku hō   | 22 octobre 1989       |
| Une brillante avocate, Claude Tarca, vient de remporter un procès pour son client Paul Barton, un riche promoteur. Rapidement, elle se sent en danger et préfère faire appel à Nicky, mais avant elle veut s'assurer de son professionnalisme.                         |                                     |                                                 |                                                          |                       |
| 3 (117) | Un mariage de raison                | 香もプッツン！ 獠と令嬢“代打結婚物語”           | Kaori mo puttsun! Ryō to reijō "Daida kekkon monogatari" | 29 octobre 1989       |
| Depuis que Laura refuse que Nicky travaille pour de jolies femmes, leur situation financière est catastrophique. Nicky se fait même prendre son arme comme garantie. Laura se résigne donc à lui faire part d'un travail pour une femme.                               |                                     |                                                 |                                                          |                       |
| 4 (118) | Un petit jeu dangereux – 1re partie | 危ない探偵ごっこ！ お嬢さんにパイソンを（前編） | Abunai tantei gokko! Ojō-san ni paison wo (Zenpen)       | 5 novembre 1989       |
| [chapitre 109] Une cliente formule une curieuse demande. Elle veut que Nicky lui apprenne à se servir d'une arme. Surpris, ce dernier cherche à connaître les intentions de la jeune Irma avant d'accepter ce travail qui ne lui plaît pas beaucoup.                   |                                     |                                                 |                                                          |                       |
| 5 (119) | Un petit jeu dangereux – 2e partie  | 危ない探偵ごっこ！ お嬢さんにパイソンを（後編） | Abunai tantei gokko! Ojō-san ni paison wo (Kōhen)        | 12 novembre 1989      |
| [chapitres 109-110] Si Irma souhaitait se servir d'une arme, c'est parce qu'elle est détective privé. Très opposé, son oncle lui propose un marché : si elle parvint à résoudre sa première affaire, elle pourra continuer son métier. Mais la situation se complique. |                                     |                                                 |                                                          |                       |
| 6 (120) | Mammouth est jaloux                 | がんこな海坊主！ ジェラシー子猫物語             | Ganko na Umibōzu! Jerashī koneko monogatari              | 19 novembre 1989      |
| Depuis que Mirna a adopté un petit chaton abandonné, les relations entre elle et Mammouth sont très tendues. D'autant plus que le rendez-vous de Mirna avec un jeune client n'arrange rien à la situation, surtout quand Laura les surprend.                           |                                     |                                                 |                                                          |                       |
| 7 (121) | La Belle Océanographe               | 恋はダイビング！ 美女が水着に着がえたら         | Koi wa daibingu! Bijo ga mizugi ni kigaetara             | 26 novembre 1989      |
| Nicky rencontre par hasard Aline Bertin dans la piscine d'un hôtel. Mais la belle est agressée par trois individus. Il n'en faut pas plus pour que Nicky prenne l'initiative d'une protection rapprochée de la timide jeune fille.                                     |                                     |                                                 |                                                          |                       |
| 8 (122) | Une élève douée                     | 獠って何者？ 女子大生もスリルにメロメロ         | Ryō tte nanimono? Joshidaisei mo suriru ni meromero      | 3 décembre 1989       |
| La jeune Bianca est passionnée de séries policières et rêve de devenir détective privé. Lorsqu'elle aperçoit dans la rue Nicky en pleine filature, elle le supplie de la prendre comme stagiaire, ce qui ne déplaît pas trop à Nicky.                                  |                                     |                                                 |                                                          |                       |
| 9 (123) | Sale Temps                          | 雨のち晴の恋予報！ 美人キャスターに愛の傘       | Ame nochi hare no koi yohō! Bijin kyasutā ni ai no kasa  | 10 décembre 1989      |
| Après le bulletin météo de Maggy Pourna, Nicky aperçoit le message "XYZ". En effet, cette dernière a reçu une lettre anonyme la menaçant si elle ne met pas fin à sa carrière. Passionnée par son métier, Maggy préfère engager Nicky.                                 |                                     |                                                 |                                                          |                       |
| 10 (124) | Un Noël très blanc – 1re partie     | クリスマスにウェディングドレスを・・・（前編）  | Kurisumasu ni uedeingu doresu wo... (Zenpen)             | 17 décembre 1989      |
| Philippe Cardan et Marjorie Morgon sont follement amoureux l'un de l'autre. Mais leurs familles, possédant de grandes sociétés et rivales depuis des années, refusent leur union. Nicky est appelé par le père de Marjorie afin de la retrouver.                       |                                     |                                                 |                                                          |                       |
| 11 (125) | Un Noël très blanc – 2e partie      | クリスマスにウェディングドレスを・・・（後編）  | Kurisumasu ni uedeingu doresu wo... (Kōhen)              | 24 décembre 1989      |
| Comprenant les sentiments des deux jeunes gens, Nicky se décide à les aider. Mais leurs vies sont en danger quand des tueurs s'acharnent à les supprimer. Nicky comprend alors que tout ceci n'est pas qu'une histoire de cœur.                                        |                                     |                                                 |                                                          |                       |
| 12 (126) | Vendetta d’amour – 1re partie       | グッバイＣＩＴＹ さよならの贈りもの（前編）     | Gubbai shitī Sayonara no okurimono (Zenpen)              | 14 janvier 1990       |
| C'est l'anniversaire de la mort de Robert, le meilleur ami de Nicky, mort dans un duel les mettant face à face. C'est alors que Sophie Silverman, dirigeante de l'Agence Mondiale des Détectives Privés, demande à voir Nicky travailler.                              |                                     |                                                 |                                                          |                       |
| 13 (127) | Vendetta d’amour – 2e partie        | グッバイＣＩＴＹ さよならの贈りもの（後編）     | Gubbai shitī Sayonara no okurimono (Kōhen)               | 21 janvier 1990       |
| Sophie Silverman est en fait la "Panthère Blonde", une redoutable tueuse et la fiancée de Robert. Ayant appris que c'est Nicky qui a abattu son fiancé, elle est en fait venue le venger. Pour cela, elle force Nicky à accepter un combat à mort.                     |                                     |                                                 |                                                          |                       |

## Saison 4 (City Hunter '91)
| No | Titre français                    | Titre japonais                           | Titre japonais                                           | Date de 1re diffusion |
| No | Titre français                    | Kanji                                    | Rōmaji                                                   | Date de 1re diffusion |
| --- | --------------------------------- | ---------------------------------------- | -------------------------------------------------------- | --------------------- |
| 1 (128) | Une beauté tombée du ciel         | 迷コンビ大復活！ 空から舞いおりた美女    | Mei konbi daifukkatsu! Sora kara mai orita bijo          | 28 avril 1991         |
| [chapitres 116-120] Victime d'une avarie mécanique, l'avion d'Anna Marbela vient atterrir en catastrophe en plein dans l'immeuble de Nicky et Laura. Certaine de n'être pour rien dans l'accident, Anna se retrouve pourtant interdite de pilotage jusqu'à nouvel ordre.                                               |                                   |                                          |                                                          |                       |
| 2 (129) | Un policier zélé                  | さらば香！ シティーハンター逮捕指令      | Saraba Kaori! Shitī Hantā taiho shirei                   | 5 mai 1991            |
| [chapitres 157-159] L'agent Malar est un des meilleurs policiers du pays. Avant de partir à l'étranger, il désire arrêter Nicky Larson. Malheureusement, c'est aussi le moment qu'a choisi Laura pour louer une de ses chambres pour arrondir ses fins de mois.                                                        |                                   |                                          |                                                          |                       |
| 3 (130) | La Princesse cascadeuse           | 危険を買う美女！ 想い出は光の彼方に      | Kiken wo kau bijo! Omoide wa hikari no kanata ni         | 12 mai 1991           |
| [chapitres 160-163] Nicky est chargé de la protection d'une cascadeuse sur le tournage d'un film d'action. Mais l'actrice est victime d'étranges moments d'absence qui manquent de lui coûter la vie à plusieurs reprises. Nicky s'en aperçoit évidemment.                                                             |                                   |                                          |                                                          |                       |
| 4 (131) | Une femme avisée                  | 恋もＡ級ライセンス 美人逃がし屋参上！    | Koi mo ē-kyū raisensu Bijin nigashi-ya sanjō!            | 26 mai 1991           |
| [chapitres 164-168] Victime d'un malentendu, Nicky est poursuivi par la police. Il est sauvé par Jessica qui le fait monter dans sa voiture. Il se trouve par hasard que la jeune femme comptait faire appel à lui pour la protéger dans son métier très spécial.                                                      |                                   |                                          |                                                          |                       |
| 5 (132) | Un fantôme de charme – 1re partie | 恐怖！新宿怪談！！ さまよえる美女の魂    | Kyōfu! Shinjuku kaidan!! Samayoeru bijo no tamashii      | 16 juin 1991          |
| [chapitres 126-128] Anna Nirvana, une jeune femme assassinée récemment, contacte Nicky à travers le corps de sa sœur jumelle, Annie, qu'elle souhaite faire protéger. Très déstabilisé par ce que lui raconte la jeune femme, Nicky accepte tout de même.                                                              |                                   |                                          |                                                          |                       |
| 6 (133) | Un fantôme de charme – 2e partie  | 別れのレクイエム あの面影をもう一度      | Wakare no rekuiemu Ano omokage wo mō ichido              | 30 juin 1991          |
| [chapitres 128-131] Pour pouvoir protéger Annie, Nicky s'est fait passer pour le fiancé de sa sœur décédée. Mais lorsque Nicky la sauve, elle se rend compte qu'il est armé. Nicky est obligé de lui expliquer la vérité et Annie rejette sa protection.                                                               |                                   |                                          |                                                          |                       |
| 7 (134) | Une journée comme une autre       | あの 伊集院隼人氏の 極めて 平穏な一日    | Ano Ijūin Hayato shi no kiwamete heion na ichinichi      | 21 juillet 1991       |
| [chapitre 156] Mammouth doit gérer seul le Cat's Eye pour la journée. Il est vite rejoint par Nicky qui se cache de Laura après avoir refusé un travail. Il propose son aide à Mammouth, mais désire surtout faire le service pour les jolies femmes.                                                                  |                                   |                                          |                                                          |                       |
| 8 (135) | Une vieille haine – 1re partie    | 復讐の美女！ リョウに哀しみのブルースを  | Fukushū no bijo! Ryō ni kanashimi no burūsu wo           | 28 juillet 1991       |
| [chapitres 145-147] La jeune et jolie Sonia Field vient voir Mammouth pour qu'il l'aide à venger son père. Elle veut qu'il abatte le coupable de sa mort : Nicky. Cela tombe plutôt mal, car les problèmes de vue de Mammouth sont réapparus depuis peu.                                                               |                                   |                                          |                                                          |                       |
| 9 (136) | L’injustice évitée – 2e partie    | 硝煙の行方… シティーハンター暁に死す！   | Shōen no yukue… Shitī Hantā akatsuki ni shisu!           | 4 août 1991           |
| [chapitres 148-149] Sonia a enlevé Laura, car elle n'a pas confiance en Nicky et veut être certaine qu'il viendra au duel qu'elle lui a fixé contre Mammouth. Ces derniers vont se battre à mort dans le terrain que Nicky a choisi : le cimetière où est enterré Tony.                                                |                                   |                                          |                                                          |                       |
| 10 (137) | Cendrillon Laura                  | 今夜だけこの愛を… 都会のシンデレラ物語！ | Kon'ya dake kono ai wo… Tokai no shinderera monogatari!  | 22 septembre 1991     |
| [chapitres 138, 143-144] En faisant les boutiques, accompagnée par Nicky, Laura tombe sur Myriam, une vieille amie du lycée. Celle-ci est la propriétaire d'un grand magasin de vêtements chics. Elle décide de transformer Laura pour qu'elle puisse plaire à Nicky.                                                  |                                   |                                          |                                                          |                       |
| 11 (138) | Un homme très pressé              | 傷だらけのトリガー！ 冴子が愛した刑事    | Kizu darake no torigā! Saeko ga aishita keiji            | 10 octobre 1991       |
| Hélène doit arrêter un des principaux chefs de la mafia de Hong-Kong, Lin Hô-Cheng. Elle fait équipe avec un agent d'Interpol, qui est aussi un de ses anciens équipiers, Francis Brandon. Ce dernier semble prendre cette affaire très à cœur.                                                                        |                                   |                                          |                                                          |                       |
| 12 (139) | Le Collier                        | 追憶の首飾り事件！ 獠と悪女と槙村と      | Tsuioku no kubikazari jiken! Ryō to akujo to Makimura to | 10 octobre 1991       |
| À la suite de la nouvelle du divorce de l'impératrice Linda au journal télévisé, Nicky se remémore leur rencontre il y a plusieurs années. Celle-ci lui avait demandé de l'aide pour voler un collier royal qui aurait appartenu à sa grand-mère. L'épisode montre la première rencontre de Nicky avec Tony et Hélène. |                                   |                                          |                                                          |                       |
| 13 (140) | L’Ange exterminateur              | 鎮魂のララバイ 遠い国から来た貴公子      | Chinkon no rarabai Tōi kuni kara kita kikōshi            | 10 octobre 1991       |
| Venue se recueillir sur la tombe de son frère, Laura fait la rencontre de Hans Frieberg. Ce jeune autrichien veut voir le pays de sa mère décédée quand il était petit. Mais il semble avoir aussi des problèmes d'une toute autre sorte.                                                                              |                                   |                                          |                                                          |                       |

## Episodes spéciaux
| No | Titre français                       | Titre japonais                                   | Titre japonais | Date de 1re diffusion |
| No | Titre français                       | Kanji                                            | Rōmaji         | Date de 1re diffusion |
| -- | ------------------------------------ | ------------------------------------------------ | -------------- | --------------------- |
| 1  | City Hunter : Services secrets       | ザ・シークレットサービス                         |                | 5 janvier 1996        |
| 2  | City Hunter : Goodbye My Sweetheart  | グッド・バイ・マイ・スイート・ハート             |                | 25 avril 1997         |
| 3  | City Hunter : La Mort de City Hunter | シティーハンター 緊急生中継!? 凶悪犯冴羽獠の最期 |                | 23 avril 1999         |